# Ducula lacernulata
Il piccione imperiale dorsoscuro (Ducula lacernulata Temminck, 1822) è un uccello della famiglia dei Columbidi diffuso a Giava e nelle Piccole Isole della Sonda.

## Tassonomia
Comprende le seguenti sottospecie:
- D. l. lacernulata (Temminck, 1822) - Giava occidentale e centrale;
- D. l. williami (Hartert, 1896) - Giava orientale, Bali;
- D. l. sasakensis (Hartert, 1896) - Lombok, Flores, Sumbawa (Piccole Isole della Sonda occidentali).